# Villa flavalis
Villa flavalis är en tvåvingeart som först beskrevs av Hesse 1956.  Villa flavalis ingår i släktet Villa och familjen svävflugor. Inga underarter finns listade i Catalogue of Life.